# Olga Havlová
Olga Havlová, née Šplíchalová le 11 juillet 1933 à Prague et morte le 27 janvier 1996 à Prague, est la première épouse du président tchécoslovaque puis tchèque Václav Havel, la première dame de la Tchécoslovaquie, puis de la République tchèque et la fondatrice du Comité de la bonne volonté.

## Jeunesse
Olga Havlová est née à Prague dans le quartier de Žižkov où elle a passé son enfance. Ses parents divorcent quand elle a six ans. La  famille recomposée comprend également celle de la sœur aînée d'Olga, Jaroslava (mère célibataire de cinq enfants). Par conséquent, Olga aide sa sœur et s'occupe de ses petites nièces et neveux. Enfant, elle a également visité la maison de Milíč, fondée par Přemysl Pitter. Olga passe beaucoup de temps à la bibliothèque et acquiert une connaissance solide de la littérature qu'elle cultivera toute sa vie. Bien que la vie de la famille soit très modeste, la mère et les enfants assistent souvent à des spectacles de cinéma et de théâtre. Après avoir obtenu son diplôme de l'école municipale, Olga travaille à l'usine de Baťa, d'abord en apprentissage puis comme ouvrière. Elle perd quatre doigts de sa main gauche en travaillant sur une machine. Vers l'âge de vingt ans, elle devient comédienne de théâtre et suit les cours de théâtre du professeur Lydia Wegener. Elle joue avec les autres élèves dans le théâtre amateur de Na slupi aujourd'hui disparu. Au cours des années cinquante, elle occupe différents emplois et travaille comme comptable, magasinière d'entrepôt ou vendeuse.
Elle rencontre Václav Havel dans la première moitié des années 1950 et l'épouse en 1964. Dans les années 1960, son mari s'impose comme un auteur, reconnu dans son pays et en Europe, et dans la seconde moitié des années 1960, en tant qu'écrivain et journaliste contribuant à des revues culturelles. Il participe au processus de démocratisation, notamment dans le domaine de la culture. Il plaide pour la liberté d'expression, l'indépendance de la culture et le retour des droits civils. De 1961 à 1967, Olga Havlová travaille comme présentatrice au théâtre Na Zábradlí, où Václav Havel est également actif. Václav Havel n'a pas caché le fait que, malgré la diversité des personnalités et de l'environnement familial et malgré tous les problèmes et crises de la vie habituels, Olga comptait pour lui. Il a apprécié la rapidité avec laquelle cette jeune femme apparemment ordinaire s'est orientée dans l'environnement intellectuel de Prague au tournant des années 1950 et 1960, qu'elle a été une première lectrice et critique attentive de ses essais et de ses œuvres dramatiques, un soutien et une collaboratrice précieuse dans le années difficiles de la Charte 77.
En 1967, les Havel achètent une ferme rurale située dans le piémont des Krkonoše, dans un endroit isolé appelé Hrádeček. Dans ces années où Václav Havel perd progressivement non seulement toute possibilité de travailler à Prague, mais aussi quelques contacts et amis, le couple déménage dans ce chalet et y a vécu jusqu'en novembre 1989. Olga Havlová, passionnée de cueillette de champignons et amoureuse de la nature, comme son mari, adore Hrádeček, y jardiner et se lancer dans de longues expéditions en forêt avec ses chiens. Les moments de paix et d'isolement que Václav Havel avait l'habitude de créer alternaient avec une vie sociale riche, dont ils étaient pour la plupart des organisateurs hospitaliers.

## Active au sein de la dissidence tchèque

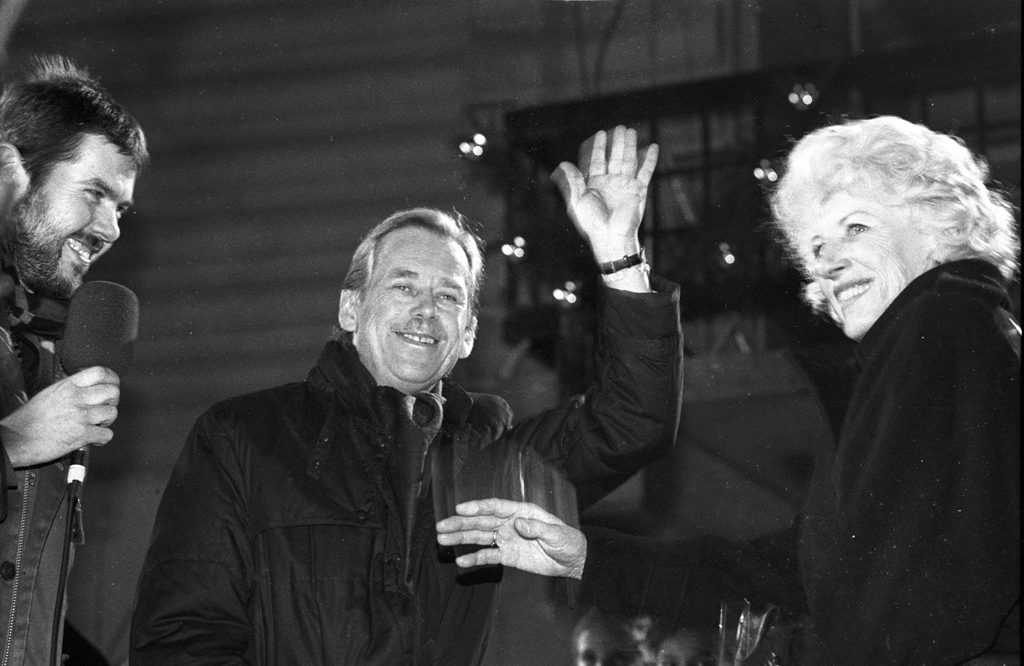
Olga et Vaclav Havel

Après l'occupation de la Tchécoslovaquie par les armées du Pacte de Varsovie en août 1968 jusqu'au coup d'État de 1989, Václav Havel est empêché de publier et ses pièces de théâtre interdites. En tant que dissident contre le totalitarisme, Havel est persécuté par la Sûreté de l'État, souvent détenu, interrogé et emprisonné. Olga Havlová est alors un soutien important pour son mari, en le soutenant dans toutes les activités dissidentes et en participant elle-même à ces activités. Olga Havlová et son beau-frère Ivan Havel, prennent en main la maison d'édition de l'Expédition, qui jusque-là était dirigée par son mari et publie des samizdats.
Olga Havlová est la destinataire de lettres profondes, philosophiquement et existentiellement, envoyées par Václav Havel depuis la prison, en 1979-1983. Ces Lettres à Olga représentent l'un des livres les plus importants de Václav Havel, publié pour la première fois en 1983 au sein des éditions de l'Expédition. Durant cette période, Olga organise des réunions, distribue des manuscrits et participe aux activités de la Charte 77, qu'elle a signée en 1982.
En 1987, elle est la cofondatrice du vidéomagazine Videojournal original diffusant, toujours sous la forme de samizdat, des documentaires visuels sur les activités de la dissidence et informant ouvertement de la situation politique et culturelle de l'époque en Tchécoslovaquie. Fin 1985, elle lance la création du magazine O divadle (Du Théâtre) et, en tant que membre du comité de rédaction, participe principalement aux questions économiques et de production.

## Après larévolution de Velours

### Comité de bonne volonté - Fondation Olga Havel
En tant qu'épouse du premier président tchécoslovaque démocratiquement élu, Olga Havlová s'implique dans des activités caritatives. Au début de 1990, avec des amis de la Charte 77, elle fonde le Comité de bonne volonté (Výbor dobré vůle), qui est l'un des premiers projets du genre en Tchécoslovaquie. En 1992, elle fonde la Fondation Olga Havlová et les membres du comité de bonne volonté deviennent membres de son conseil d'administration, présidé par Olga. L'objectif principal du Comité de bonne volonté - Fondation Olga Havel est d'aider les personnes handicapées, abandonnées et discriminées dans leur intégration dans la société. Les activités de la fondation se font rapidement connaître à l'étranger. Dans certains pays européens et à l'étranger, des antennes ont été créées pour soutenir les principaux objectifs de la fondation.

### Prix Olga Havlová
À l'occasion du cinquième anniversaire de la création du Comité de bonne volonté, Olga décide que la fondation caritative attribuerait annuellement un prix à une personne handicapée qui a grandement contribué à l'amélioration des conditions de vie avec un handicap. Ce prix prestigieux est décerné chaque année en mai. Cependant, Olga Havlová ne participe qu'à la première attribution - elle décède en janvier 1996. Le prix représenté sous la forme de la statuette de l'Encouragement par Olbram Zoubek, est devenu le souvenir d'une personnalité qui a toujours défendu les droits des citoyens en danger.

### Les dernières années
En 1991, la fondation norvégienne Stiftelsen Arets Budeie remet à Olga son prix de Femme de l'année 1991. En 1995, elle reçoit la médaille Přemysl Pittr et devient la Femme de l'année 1995 de la République tchèque. Au cours des dernières années de sa vie, Olga Havlová se consacre inlassablement à la création des conditions propices à l'établissement de la société civile. En 1995, selon un sondage d'opinion publique, Olga Havlová est considérée comme la femme la plus importante de la république. Grâce à elle, le handicap a cessé d'être un "sujet honteux".

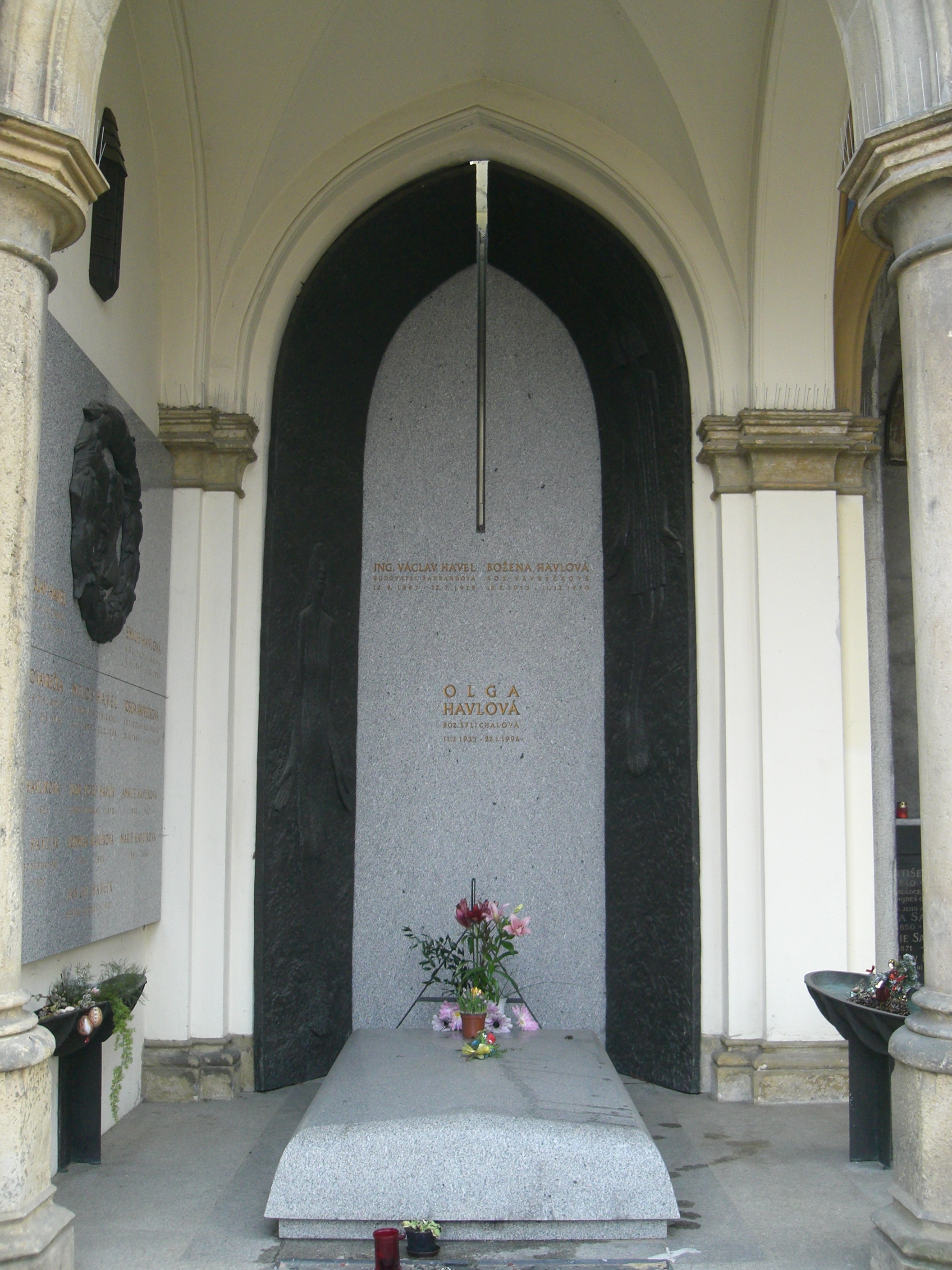
La tombe d'Olga Havlová au cimetière de Vinohrady

Elle  décède le 27 janvier 1996. L'annonce de sa mort affecte toute la nation. Les gens font la queue pour lui rendre hommage, déposer des fleurs dans la chapelle funéraire de l'aile sud du château de Prague et signer le registre des condoléances. Elle est enterrée dans la tombe de la famille Havel au cimetière de Vinohrady à Prague.
Olga Havlová n'a laissé aucun mémoire ni écrit de livre de souvenirs. Pavel Kosatík et Helena Marková ont écrit sa biographie. En 1993, un documentaire sur elle est réalisé dans le cadre de la série GEN - Galerie de l'Élite de la Nation. Et en 2006 - à l'occasion du dixième anniversaire de sa mort - un second documentaire suivi, en 2014, de celui du réalisateur Miroslav Janek  récompensé aux 22e Lions tchèques dans la catégorie du meilleur documentaire.